# 曹訓
曹 訓（そう くん、？－249年）は、中国三国時代の人物。魏の皇族。父は曹真。兄は曹爽・曹羲。弟は曹則・曹彦・曹皚。『三国志』の「諸夏侯曹伝」に記述がある。
父の没後、詔勅により五人の兄弟と共に列侯に封じられた。
曹叡（明帝）の死後、曹芳（斉王）の補佐を司馬懿と共に任された兄の曹爽が策謀により実権を握ると、曹訓は武衛将軍に任命され、散騎常侍・侍講となった曹彦や列侯となった弟（名不詳）と共に位人臣を極めた。しかし、それをいいことに横暴な振る舞いも少なくなかったため、兄の曹羲から何度か訓戒されたという。曹羲の訓戒は、兄である曹爽への諫言の意味も有していた。
249年、兄と共に曹芳のお伴をして曹叡の陵に詣でたところ、司馬懿のクーデターによって実権を剥奪され、自宅に軟禁されることになった。まもなく、謀反の計画があったとして、兄たちと共に処刑され、三族皆殺しとなった。